# 사법 광장
사법 광장(영어: Judiciary Square)은 워싱턴 D.C.의 북서 사분면에 있는 지역으로, 대부분이 다양한 연방 및 시 법원과 사무실 건물로 이루어져 있다. 사법 광장은 대략 남쪽으로 펜실베이니아 애비뉴, 북쪽으로 H가, 서쪽으로 6번가, 동쪽으로 3번가 사이에 위치한다. 지역의 중심은 사법 광장이라는 실제 광장이다. 광장 자체는 동쪽으로 4번가, 서쪽으로 5번가, 남쪽으로 D가와 인디애나 애비뉴, 북쪽으로 F가에 의해 경계가 정해져 있다. 이 지역은 워싱턴 메트로의 레드 라인에 있는 사법 광장역과 워싱턴 광역 대중교통국 버스 정류장이 있다.
이 광장은 미국의 새로운 수도의 배치를 계획한 1791년 랑팡 계획에 포함되었다. 계획은 다음 해 동안 약간 변경되었다. 19세기 전반 동안 지역의 개발은 느렸다. 몇 개의 판잣집과 최근 이민자들이 사용하던 작은 병원만 있었다. 1820년 컬럼비아 특별구 시청 건설이 시작되면서 광장 주변의 개발이 증가했다. 주택과 예배당이 지어졌는데, 여기에는 올 소울즈 유니테리언 교회 (현재는 올 소울즈 유니테리언 교회)도 포함된다. 다른 교파들도 곧 트리니티 성공회 교회와 같은 인상적인 건물을 짓기 시작했다.
이 지역은 살기 좋은 곳이 되었는데, 북쪽에는 많은 부지가 미개발 상태로 남아 있었고, 구스 크리크가 지역을 통과하고 있었음에도 불구하고 그러했다. 19세기의 저명한 주민으로는 존 캘훈 부통령, 대니얼 웹스터 국무장관, 미국 대법원장 로저 토니, 건축가 찰스 불핀치 등이 있다. 남북 전쟁 동안 광장 주변의 건물과 빈터는 부상당한 북군 병사들을 치료하기 위해 징발되었다. 전쟁 초기에 광장의 병원이 화재로 파괴되자, 또 다른 병원이 광장에 개설되었다. 광장에는 큰 벽돌 감옥도 있었는데, 이는 아마도 인근 개발을 방해했을 것이다. 에이브러햄 링컨 대통령이 암살된 후, 지역 주민들은 자금을 모아 살해된 대통령을 위한 미국 최초의 기념비가 된 링컨 동상을 세웠다.
알렉산더 "보스" 셰퍼드는 도로를 정비하고 포장하며, 하수관을 설치하고, 조경을 추가하여 광장에 공원과 같은 환경을 조성함으로써 지역의 많은 지역을 개선했다. 광장 북쪽에 있는 거대한 새 건물인 연금 건물은 1887년에 완공되었다. 그 무렵 이 지역 주민들은 시청, 병원, 그리고 현재 조지 워싱턴 대학교로 알려진 컬럼비아 칼리지와의 근접성 때문에 대부분 변호사, 의사, 교수 및 기타 화이트칼라 직업을 가진 사람들이었다. 노면전차의 설치로 인해 추가 개발이 이루어졌다. 이 무렵 4 1/2번가의 몇몇 오래된 건물들은 철거되고 존 마셜 공원으로 대체되었다. 20세기 동안 이 지역은 특히 여러 사법 건물 건설 이후 주거 지역으로서의 중요성이 줄어들었다. 대부분의 저명한 시민들은 이미 더 패셔너블한 지역으로 이주했다. 이 지역은 주로 사무실 및 사법 직원들이 일하는 지역이 되었다. 사법 광장 역의 건설로 상업 개발이 급증했다. 가장 큰 프로젝트인 캐피틀 크로싱은 21세기에 시작되었다.
링컨 동상 외에도 이 지역에는 많은 공공 예술품이 있다. 여기에는 달링턴 기념 분수, 조지 고든 미드 기념비, 존 마셜 대법관이 포함된다. 이 지역의 대부분은 펜실베이니아 애비뉴 국립 역사 지구의 기여 건축물로 등록되어 있으며, 광장 자체는 랑팡 계획의 역사적 랜드마크 지정에 포함되어 있다. 시청과 연금 건물 외에 추가적인 역사적 건물로는 아다스 이스라엘 회당, E. 배럿 프리티맨 미국 법원, 게르뮐러 로우, 헨리 데일리 빌딩이 있다.

## 위치
18 에이커 (7.3 ha)를 차지하는 사법 광장 플라자는 487E, 488E, 489E 광장에 있으며, 동쪽으로 4번가, 서쪽으로 5번가, 남쪽으로 D가와 인디애나 애비뉴, 북쪽으로 F가에 의해 경계가 정해져 있다. 486, 488, 489, 490, 518, 529, 531, 533 광장을 포함하는 사법 광장 지역은 대략 남쪽으로 C가, 콘스티튜션 애비뉴, 펜실베이니아 애비뉴, 동쪽으로 3번가와 4번가, 북쪽으로 G가, 서쪽으로 6번가에 의해 경계가 정해져 있다. 광장 북쪽에는 워싱턴 메트로의 사법 광장역이 있다.
광장의 많은 건물은 연방 또는 지방 정부 소유의 사법 건물이며, 이는 지역의 초기 역사에서 원래 계획된 바와 같다. 이 지역에는 추가적인 사법 및 시립 건물, 상업 건물, 주거용 건물, 교회가 포함된다. 광장 남쪽에는 존 마셜 공원이 있어 인근 근로자들이 모일 수 있는 장소를 제공한다. 공원 서쪽에 있는 두 건물은 캐나다 대사관과 이전 뉴지엄으로, 둘 다 현대적인 구조이다.
이 지역의 추가적인 현대 구조물로는 사법 광장역 입구, 국립 법 집행관 기념관 및 관련 국립 법 집행 박물관, H. 칼 물트리 법원, 소방 회사 2호, 존 마셜 공원과 그 동상들, 그리고 전미과학공학의학한림원이 있으며, 비록 여러 역사적인 건물의 파사드를 통합하고 있지만 그러하다.

## 역사

### 18세기

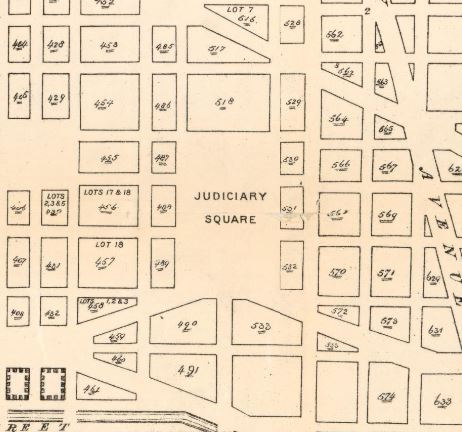
제임스 R. 더모트의 1797년 계획된 사법 광장 지도

독립 전쟁 후 새로운 수도를 건설하기로 결정되었을 때, 조지 워싱턴 대통령은 엔지니어이자 건축가인 피에르 샤를 랑팡을 설계자로 선정했다. 1791년에 발표된 랑팡 계획에는 대로로 연결된 수많은 큰 광장이 포함되어 있었다. 랑팡의 계획에서 사법 광장이 될 지역은 데이비드 번스 소유의 토지 위에 있는 7번 보호 구역으로, 그의 원래 계획에 포함된 17개 부지 중 가장 큰 부지 중 하나였다. 이 지역은 3개의 사각형 블록으로 설계되었으며, 미국 대법원 건물 및 기타 사법 건물이 들어설 예정이었다. 계획은 미국 국회의사당, 백악관, 대법원 건물 사이에 삼각형을 형성하는 디자인을 만드는 것이었다.
랑팡이 해고되고 앤드류 엘리콧으로 교체된 후, 광장의 규모 변경, 건물 부지 제거, 교차 도로 추가 등 몇 가지 변경 사항이 계획에 반영되었다. 계획된 광장 주변 지역은 펜실베이니아 애비뉴에서 점차적으로 도로 높이에 도달하는 경사진 지형이었다. 구스 크리크는 광장을 대각선으로 가로질러 흘렀고, 북쪽에서 유입되는 또 다른 지류도 있었다.
도시의 또 다른 계획은 제임스 R. 더모트가 1797년에 완성했다. 워싱턴과 존 애덤스 대통령은 모두 이 계획을 최종 초안으로 선택했는데, 이 계획은 더 일관성이 있었고 계획된 건물을 포함하지 않았다. 이 지도에는 랑팡 계획이나 엘리콧 계획에는 없는 사법 광장이라는 이름이 포함되어 있다.

### 19세기
광장 주변의 개발은 느렸다. 1802년까지 광장 남쪽 가장자리에는 아일랜드 이민자들이 거주하는 6개의 판잣집이 있었다. 또한 이민자 노동자들을 치료하기 위한 작은 병원도 광장 주변에 있었다. 그 건물은 나중에 빈민원으로 개조되었다. 그 당시 광장 주변의 마지막 건물은 죄수들을 다른 시설로 이송하기 위해 수용했던 헛간이었다. 1802년, 미국 의회는 지방 정부 관리 대니얼 브렌트에게 살인자가 처형될 때까지 감금되었던 후 McGurck 감옥이라는 별명을 얻은 감옥을 광장 중앙에 건설하도록 명령했다. 조지 해드필드는 8,000달러짜리 2층 건물을 설계했다.
로버트 킹은 사법 광장을 직사각형으로 표시한 도시 지도의 네 번째 버전을 제작했다. 이 지역에 세워진 첫 번째 주요 건물은 해드필드가 설계한 컬럼비아 특별구 시청으로, 1820년부터 1840년대까지 건설되었다. 건물이 완공되지 않았음에도 불구하고 시 정부와 워싱턴 카운티 (컬럼비아 특별구) 순회 법원은 1822년부터 이곳으로 이전했다. 시청이 사용되기 시작한 후 이 지역은 개발되었다. 건축가 제임스 호번은 5번가와 D가 교차로에 있는 집에 살았다. 시의 등기 공무원인 윌리엄 휴이트는 6번가와 D가 근처에 큰 집을 지었고, 건축가 찰스 불핀치의 몇 집 아래였다.

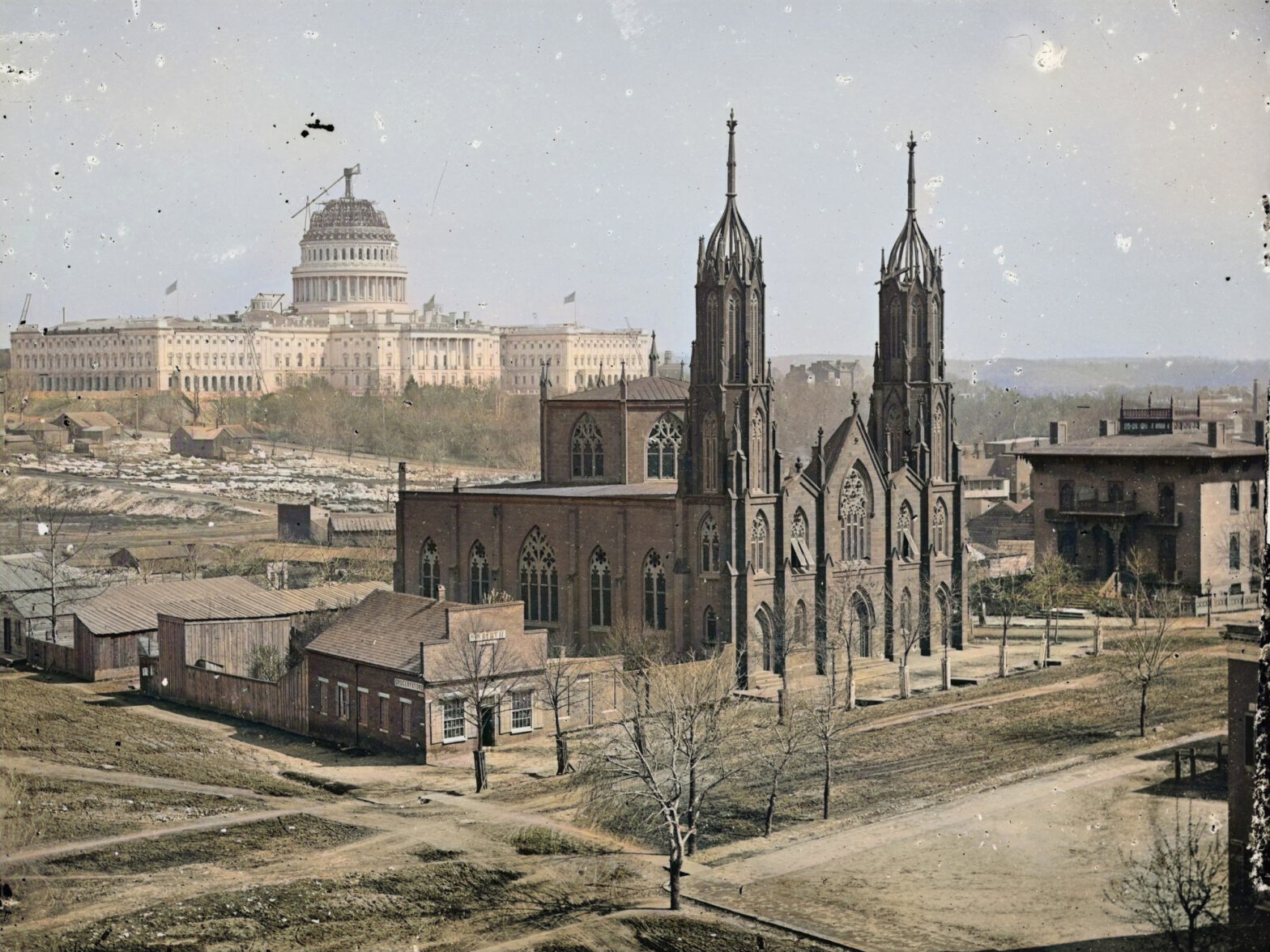
트리니티 성공회 교회는 19세기 동안 이 지역에 지어진 많은 예배당 중 하나였다.

불핀치가 설계하고 현재 올 소울즈 유니테리언 교회로 알려진 제일 유니테리언 교회는 1822년 6번가와 D가 교차로에 지어졌다. 1820년대에 건설된 다른 건물로는 프리메이슨 사원과 4 1/2번가에 위치한 제일 장로교회, 웨슬리 감리교회, 제임스 렌윅 주니어가 설계한 트리니티 성공회 교회, 아메리칸 극장, 공중목욕탕 등이 있다. 이 지역에는 수많은 예배당이 있었다. 앞서 언급된 교회 외에도 독일 이민자들은 성모 마리아 성당과 워싱턴 히브리 회중을 위한 회당을 지었다. 몇 년 후, 동유럽과 러시아 유대인들에 의해 6번가와 G가에 아다스 이스라엘 회당이 지어졌다.
로버트 밀스가 설계한 새 감옥은 1802년에 지어진 감옥을 대체하여 1839년 광장 북동쪽 모퉁이에 건설되었다. 이전 감옥은 조지 워싱턴 대학교로 알려진 컬럼비아 칼리지가 운영하는 워싱턴 의료원 병원으로 개조되었다. 몇 년 후 병원 근처에 공립학교인 피프스 스트리트 스쿨하우스가 지어졌다. 1840년 3번가와 인디애나 애비뉴에 리텐하우스 아카데미가 개설되었는데, 이는 지역 주민들이 학비를 감당할 수 있다는 신호였다.
다음 수십 년 동안 사법 광장은 주거 인구가 매우 많았다. 1850년대에서 1860년대에 걸쳐 법원과의 근접성으로 인해 변호사, 판사, 서기들이 이 지역으로 유입되었으며, 백악관과 국회의사당 사이에 위치하여 정부 직원들에게 이상적인 곳이었다. 이 시기 가장 저명한 주민으로는 로저 토니 대법원장, 토머스 하트 벤튼 상원의원, 존 캘훈 부통령, 대니얼 웹스터 국무장관, 리처드 월라치 시장 등이 있었다. 이 시기 광장의 북쪽과 동쪽에는 여전히 많은 빈터가 있었는데, 이는 경사 지형이나 감옥과의 근접성 때문일 수 있다.
남북 전쟁 중, 광장 주변의 건물들은 연방 정부에 징발되어 부상당한 북군 병사들을 위한 의료 시설로 사용되었다. 워싱턴 병원은 군 병원으로도 전환되었다. 1861년 11월 3일, 병원 내부에서 화재가 발생하여 여러 명이 사망하는 비극이 일어났다. 새로운 병원인 미국 종합 병원이 광장에 건설되었으며, 거의 100년 동안 존속한 인근의 프로비던스 병원도 마찬가지였다. 전쟁 중에 건설되어 광장을 향한 건물 중 하나에는 엘리다 B. 럼지(Elida B. Rumsey)와 그녀의 약혼자 존 A. 파울(John A Fowle)이 설립한 작은 도서관이 있었다. 의회는 그들이 광장에 도서관으로 사용할 단층 건물을 건설하는 데 자금을 할당했으며, 이 건물은 1863년 그들의 결혼식 날 완성되었다.

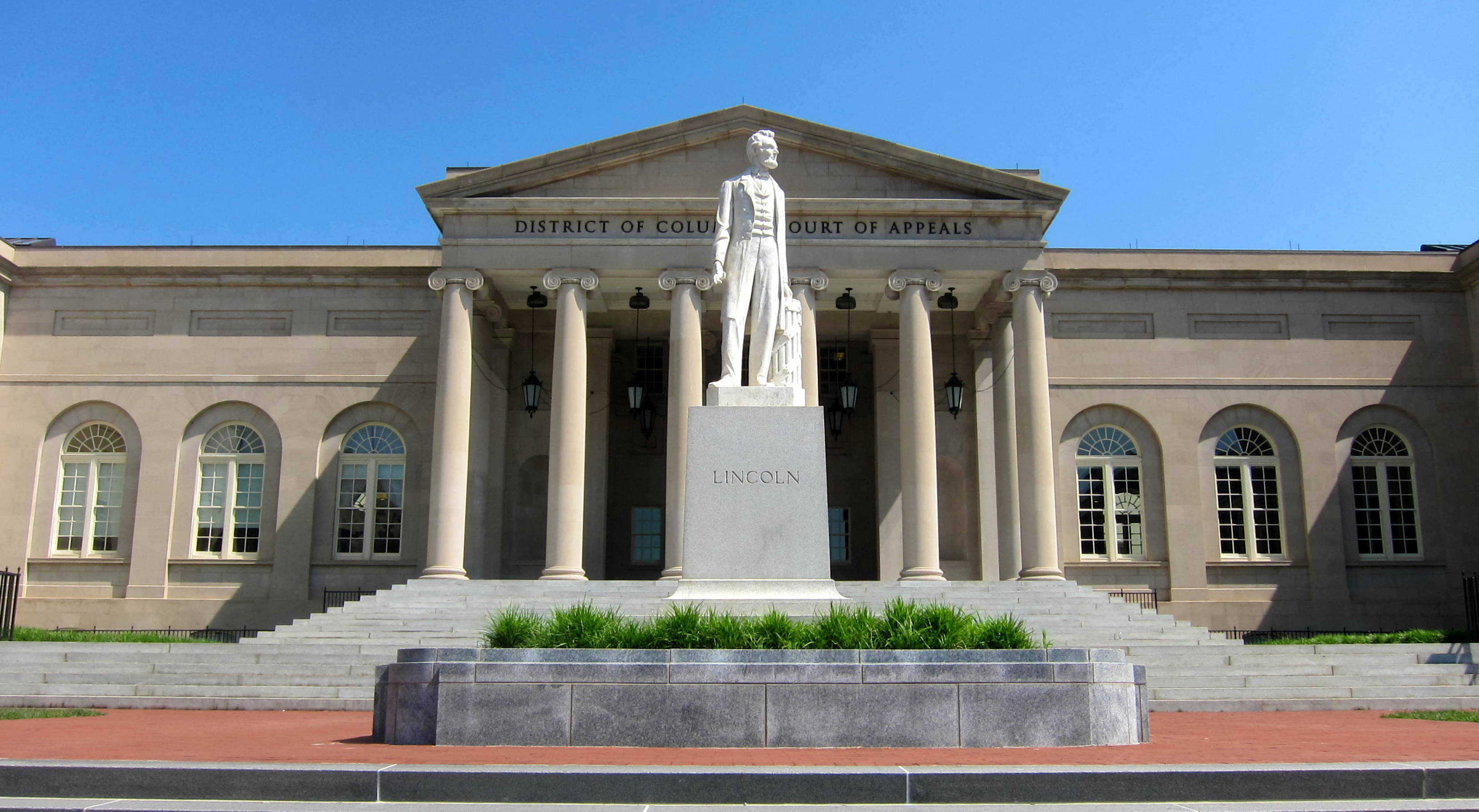
롯 플래너리의 에이브러햄 링컨 동상이 구 컬럼비아 특별구 시청 앞에 서 있다.

1865년 전쟁이 계속되면서 에이브러햄 링컨 대통령이 암살당해 도시 주민들을 충격에 빠뜨렸다. 곧 살해된 대통령을 위한 기념비를 위한 기금을 모으기 위한 협회가 결성되었다. 링컨 서거 3주년 되는 날, 조각가 롯 플래너리의 에이브러햄 링컨 동상이 시청 앞에 설치되어, 링컨을 기리는 미국 최초의 기념비가 되었다.
전쟁 이후 몇 년 동안 도시에 많은 사람들이 유입되었지만, 많은 지역은 아직 등급이 매겨지거나 구획이 정해지지 않았다. 알렉산더 "보스" 셰퍼드는 도시의 대규모 개선을 책임졌다. 여기에는 포장 도로, 하수관 추가, 공공 토지 조경 등 공공 사업 프로젝트를 통해 사법 광장 지역을 현대화하는 것이 포함되었다. 추가적인 개선 사항으로는 작은 공중화장실 건설, 보행로 추가, 광장 남쪽 끝 도로 폭 좁히기, 광장 내 분수 추가 등이 있었다. 학교와 오래된 감옥은 1878년까지 철거되어 녹지 공간으로 대체되었고, 구스 크리크는 배수되었다. 목표는 광장을 앤드류 잭슨 다우닝이 설계한 것과 유사한 조경 지역으로 만드는 것이었다.
에드워드 클라크의 설계에 따른 시청 확장은 1882년에 시작되었고, 같은 해 광장 북쪽 끝에 위치한 몽고메리 C. 마이그스가 설계한 거대한 연금 건물 (현재 국립 건축 박물관으로 알려짐)의 주춧돌이 놓였다. 이 건물은 파르네세궁, 칸첼레리아궁, 그리고 산타 마리아 델리 안젤리 에 데이 마르티리 성당에서 영감을 받았다. 이 건물은 광장의 112,500 제곱피트 (10,450 m2)를 차지했으며, 워싱턴 D.C.에서 가장 큰 아트리움이 있어 많은 미국 대통령 취임식 만찬이 열리는 장소가 되었다.
1880년대 말까지 광장 주변의 대부분의 부지는 개발되어 변호사, 의사, 교수들을 위한 주택과 사무실이 들어섰다. 4 1/2번가의 일부 초기 건물은 존 마셜 공원을 조성하기 위해 철거되었는데, 이 공원에는 존 마셜 대법관 조각상이 포함되어 있다. 1860년에서 1900년 사이에 도시 인구는 거의 4배로 증가했으며, 많은 신규 주민들은 오래된 주택과 골목 주거지에 살았다. 수십 년 동안 패션 지구였던 이 지역은 사법 광장에 더 많은 노동 계급 사람들이 이주하면서 부유한 주민들이 도시의 다른 지역으로 이사하는 것을 보았다. F가의 노면전차 노선은 이 지역 서쪽의 급속한 상업 발전을 이끌었다. 이 지역에 건설된 첫 번째 아파트 건물은 3번가와 G가 교차로에 있는 해리슨 아파트 건물이었다. 이는 이 지역에 추가적인 아파트 건물이 건설되는 결과를 낳았다. 19세기 말까지 이 지역에는 많은 사무실 건물이 건설되어 주변 지역이 주거 지역에서 상업 지역으로 변모하고 있음을 알렸다.

### 20세기
도시는 인구 증가와 함께 사법 광장 지역에 더 많은 아파트 건물이 건설되었다. 19세기에 지어진 남아있는 주택 대부분은 하숙집으로 개조되었다. 1908년 시의 존 A. 윌슨 빌딩이 건설된 후, 오래된 시청은 컬럼비아 특별구 연방 지방 법원을 수용했고, 컬럼비아 특별구 항소 법원은 광장의 새 건물로 이전했다.

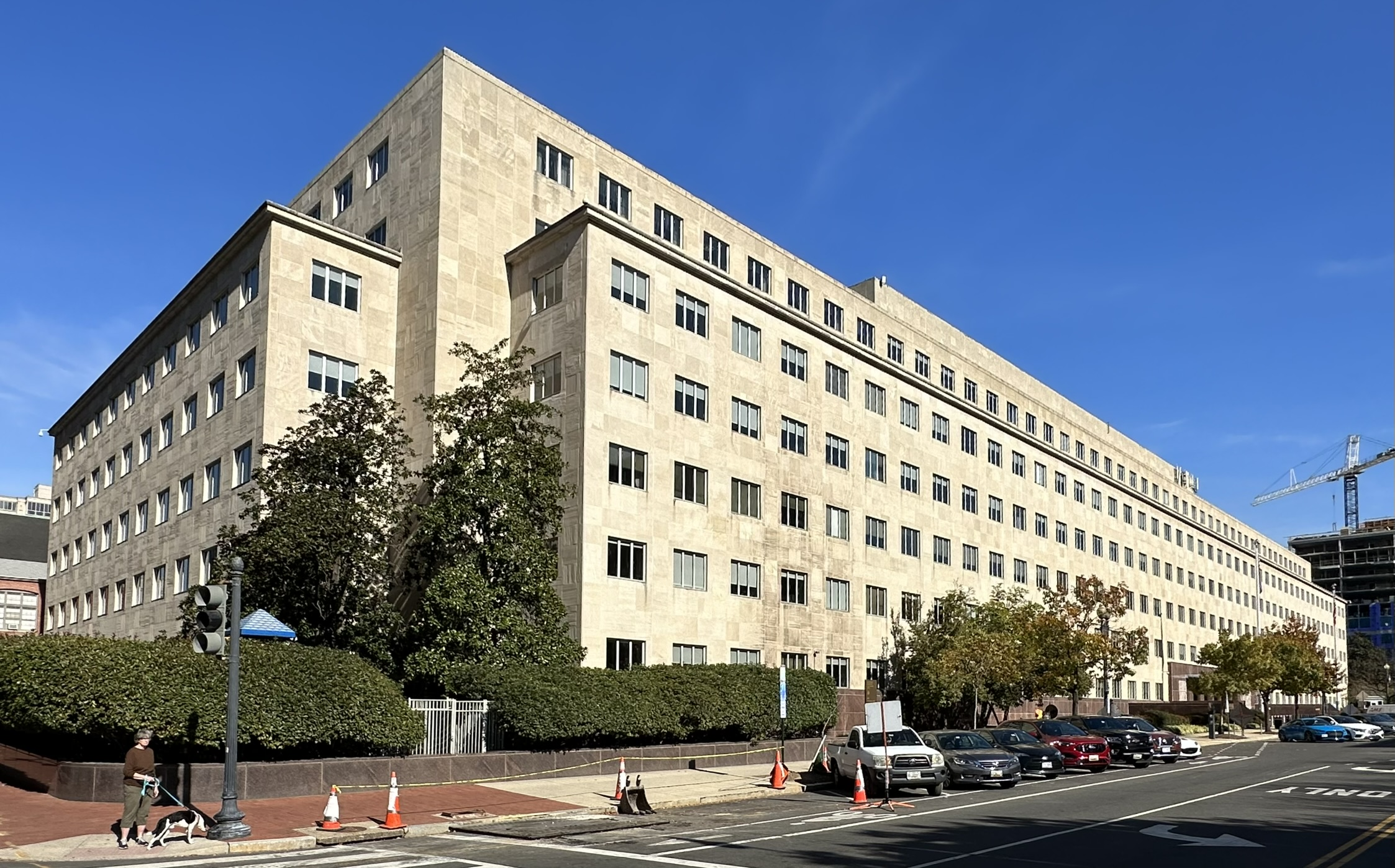
미국 회계 감사원 건물은 1951년에 완공되었다.

오래된 시청은 1910년대에 보수되었고 부지는 더욱 조경되었다. 링컨 동상은 보수 공사 중에 제거되었지만, 시민들의 불만으로 인해 다시 설치되었다. 1923년, 워싱턴 변호사 협회는 회원 중 한 명을 기리기 위해 달링턴 기념 분수를 설치했다. C. 폴 제네빈이 설계한 동상과 청동 분수는 광장의 남서쪽 모퉁이에 놓였다. 다음 해에는 조각가 오귀스트 뒤몽의 호세 데 산 마르틴 장군 기념관이 광장 중앙에 설치되어 수십 년 동안 그 자리에 남아 있었다. 조각가 가에타노 트렌타노베가 설계한 알버트 파이크 기념관은 1901년에 광장 건너편에 설치되었다.
20세기 초반, 독일 이민자 인구는 그리스, 아일랜드, 이탈리아 이민자들로 대체되었고, 사법 광장의 동쪽은 이탈리아인들의 거주지가 되었는데, 비록 그렇게 불리지는 않았지만 리틀이털리에 해당한다. 이탈리아인 거주지는 광장 자체의 동쪽 가장자리에 위치하여 동쪽으로 약 2번가까지 뻗어 있었다. 공동체의 중심은 3번가와 F가에 지어진 예배당인 홀리 로사리 교회였다.
1920년대까지 G가에 있는 건물들은 주로 사무직 근로자들을 위한 식당과 상점이었다. 미국의 대공황 기간 동안 매일 밤 노숙자들이 광장에서 잠을 자는 경우가 많았다. 경찰관들은 정부 및 상업 직원들이 출근하기 전에 그들을 깨웠다. 자동차 소유 증가로 광장에 큰 혼란이 발생했다. 외곽 일부는 주차 공간으로 바뀌었고, 주차 공간이 가득 차면 일부 통근자들은 광장의 보도와 녹지 공간에 주차하기도 했다.
대공황 당시 공공사업진흥국의 일환으로 광장에 추가 법원 건물이 건설되었다: 컬럼비아 특별구 등기소 건물, 시립 법원 건물, 컬럼비아 특별구 소년 법원 건물. 네 건물 모두 디자인이 일관성 있다. 이 시기 주변에 건설된 추가적인 지역 및 연방 건물로는 헨리 데일리 빌딩, E. 배럿 프리티맨 미국 법원, 그리고 큰 미국 회계 감사원 건물이 있다.

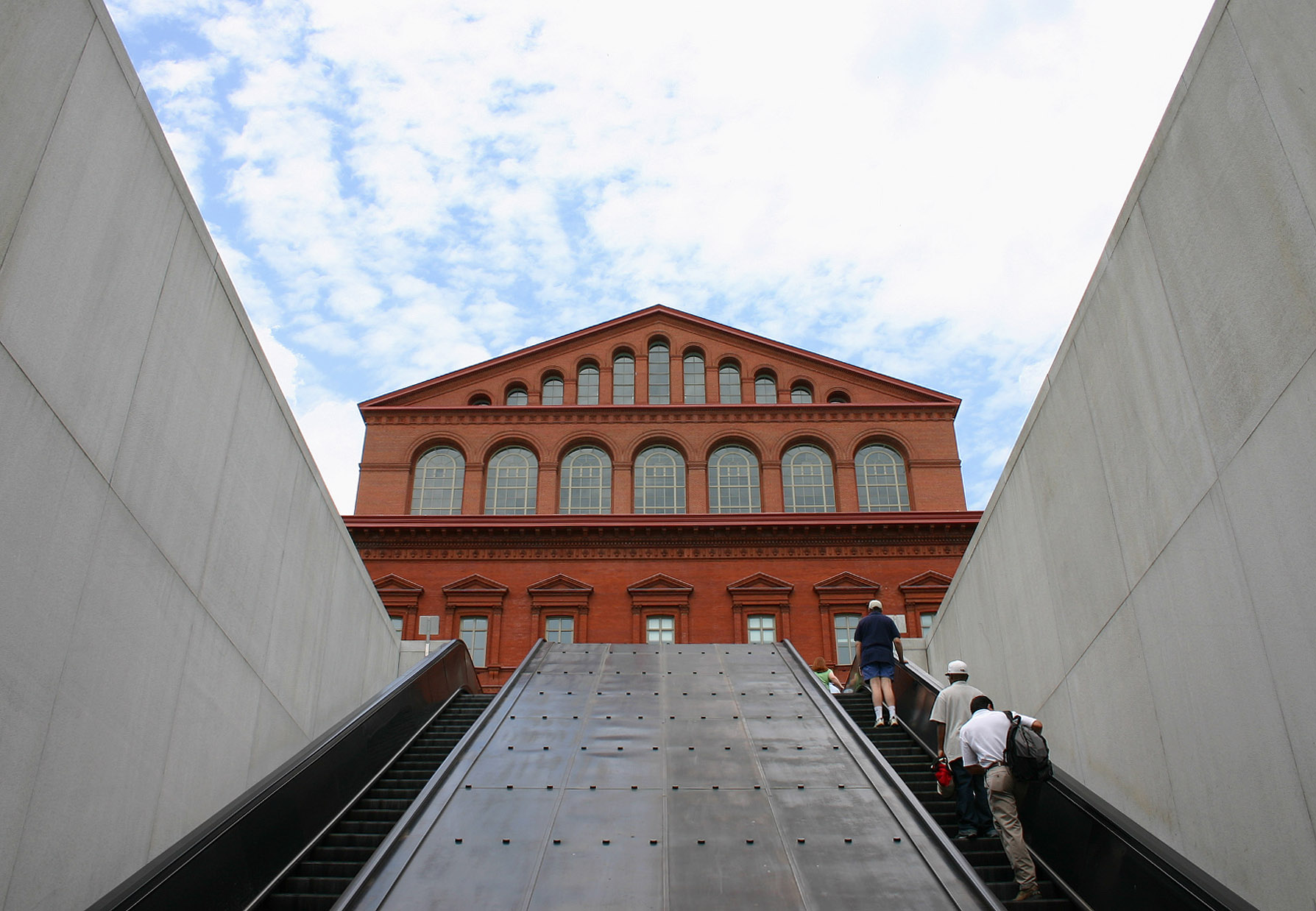
국립 건축 박물관은 사법 광장역 북쪽 에스컬레이터를 타고 올라가는 승객들이 가장 먼저 보게 되는 건물이다.

1960년대에는 증가하는 교통 문제로 인해 워싱턴 D.C.에 지하철 시스템을 건설할 계획이 세워졌다. 5번가와 F가 교차로에 워싱턴 광역 대중교통국 (WMATA) 본사 건설은 1974년에 완료되었다. 해리 위스가 설계한 사법 광장역 착공은 1969년에 이루어졌다. 건설 중 호세 데 산 마르틴 장군 기념관은 옮겨졌고 현재 버지니아 애비뉴를 따라 서 있다. 역은 1976년에 개통되었다.
지하철역 발표 이후 주변 지역의 개발이 활발해졌다. 3번가와 D가에 있는 미국 조세법원 건물은 1974년에 완공되었고, 다음 해에는 광장 남쪽 끝 맞은편에 H. 칼 물트리 법원이 개장했다. 블라스티밀 코우벡이 설계한 광장 건너편의 사법 광장 사무실 건물은 1981년에 완공되었다. 이 지역 남쪽 경계에 있는 캐나다 대사관은 1989년에 건설되었다.
연금 건물을 철거할 계획이 있었으나, 역사 보존주의자들 덕분에 1980년대에 국립 건축 박물관으로 전환되었다. 1989년, 이 광장은 순직 경찰관들을 위한 기념비가 건설될 장소로 선정되었다. 국립 법 집행관 기념관은 1991년에 완공되었으며, 네 개의 청동 사자 조각상이 포함되어 있다. 1990년대에는 FBI 컬럼비아 특별구 현장 사무소, 코우벡의 원 사법 광장, 사법 센터 등 추가적인 사무실 건물이 이 지역에 건설되었다. 건설 붐은 다음 10년까지 이어졌다.

### 21세기
2000년대의 건설 프로젝트에는 오래된 시청의 8,500만 달러 규모의 개조 공사가 포함되었는데, 건물 뒤편에 현대적인 아트리움을 추가하고 지하 법정을 설치하는 것이 포함되었다. 이 뒤편 출구 밖에는 국립 법 집행 박물관이 있다. 인근에 개관한 또 다른 박물관은 전미과학공학의학한림원의 본거지인 켁 센터에 있었으나 2017년에 폐쇄되었다. 뉴지엄은 펜실베이니아 애비뉴에 2009년에 개관했지만, 10년 후 폐쇄되었다. 현재는 폴 H. 니체 고급 국제학 연구원이 입주해 있다.
컬럼비아 특별구 정부는 2010년 루이 드레퓌스 그룹과 캐피틀 크로싱 건설 계약을 최종 체결했는데, 이는 중앙 고속도로 (인터스테이트 395) 상공의 영공에 2,100,000-제곱피트 (200,000 m2) 규모의 복합 용도 개발 프로젝트이다. 사법 광장 지역 동쪽 끝에 위치한 13억 달러 규모의 사무실, 주거 및 상업 프로젝트는 F가와 G가를 고속도로 위로 다시 연결하여 이 지역의 원래 랑팡 계획 도로망을 복원할 것이다. 이 프로젝트는 몇 년 동안 최종 규제 승인을 기다렸으며 2016년에 건설이 시작되었다. 건설 과정의 일부로 아다스 이스라엘 회당을 이전해야 했는데, 이 회당은 수십 년 전 건설 프로젝트로 인해 두 번이나 이전된 적이 있었다. 원래 건물과 현대적인 증축 부분이 현재는 릴리언 & 앨버트 스몰 캐피틀 유대인 박물관이며, 2023년에 개관했다.

## 역사적 자산

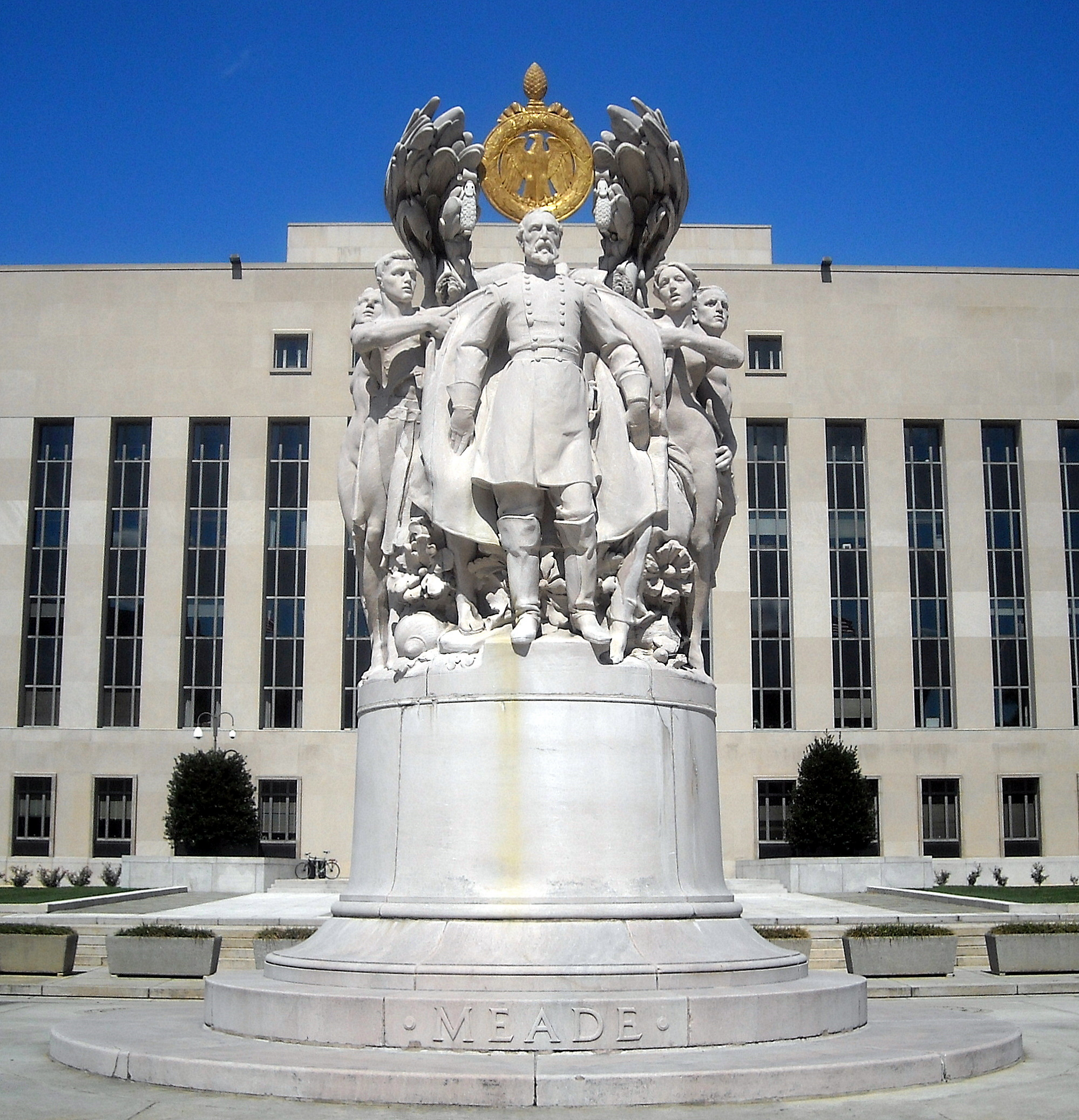
조지 고든 미드 기념비는 E. 배럿 프리티맨 미국 법원 앞에 서 있다.

사법 광장 자체는 미국 국립사적지 (NRHP)와 컬럼비아 특별구 역사 유적 목록 (DCIHS)에 등재되어 있으며, 1968년 3월 7일 DCIHS에, 1997년 4월 24일 NRHP에 추가된 랑팡 계획의 일부이다. 또한 이 지역의 상당 부분은 1966년 10월 15일 NRHP에, 1973년 6월 19일 DCIHS에 등재된 펜실베이니아 애비뉴 국립 역사 지구의 기여 건축물을 포함한다.
NRHP와 DCIHS에 모두 등재된 추가 구조물로는 아다스 이스라엘 회당, 미국 국립역사기념물이기도 한 컬럼비아 특별구 시청, E. 배럿 프리티맨 미국 법원, 게르뮐러 로우, 해리슨 아파트 건물, 헨리 데일리 빌딩, 모란 빌딩, 국립 건축 박물관 (NHL), 미국 회계 감사원 건물, 미국 군사 항소 법원 건물, 그리고 미국 조세법원 건물이 있다. 알버트 파이크 기념관과 조지 고든 미드 기념비는 NRHP와 DCIHS에 워싱턴 D.C.의 남북 전쟁 기념비로 16개의 다른 기념물과 함께 목록에 올라있다.

## 공공 예술
사법 광장 지역에는 많은 공공 예술 작품과 기념비가 있다. 가장 오래된 작품은 구 시청 앞에 위치한 에이브러햄 링컨 (1868년)이다. 두 번째로 오래된 작품은 윌리엄 웻모어 스토리가 제작한 존 마셜 대법관 (1883년)으로 존 마셜 공원에 위치한다. 알버트 파이크의 동상은 더 이상 없어진 알버트 파이크 기념관은 조지 플로이드 사망 사건 이후 조지 플로이드 시위대가 파이크가 남부연합군의 전 장군이었기 때문에 철거했다. 분수 위에 두 개의 청동 조각상이 있는 1923년 달링턴 기념 분수는 1923년에 설치되었다.
이 지역에서 다음으로 오래된 공공 예술 작품은 찰스 그래플리가 설계하고 1927년에 세워진 큰 조지 고든 미드 기념비로, E. 배럿 프리티맨 미국 법원 앞에 서 있다. 폴 웨이랜드 바틀렛이 설계하고 1943년에 설치된 윌리엄 블랙스톤 동상도 프리티맨 법원 앞에 위치한다. C. 폴 제네빈의 자유의 기둥은 프리티맨 법원 앞에 있는 세 번째 조각상으로 1954년에 설치되었다.
추상 조각인 복종해야 할 그녀는 헨리 데일리 빌딩과 프랜시스 퍼킨스 빌딩 사이에 있다. 이 작품은 토니 스미스가 제작했으며 1975년에 설치되었다. 체스 선수들은 존 마셜 공원 동쪽에 있으며 1983년에 설치되었다. 국립 법 집행관 기념관과 그 청동 사자들은 1991년에 완성되었다. Ashes to Answers는 소방서 2호 앞의 2013년 조각상이다.

## 교통
이 지역은 두 가지 형태의 대중교통으로 서비스된다. 워싱턴 메트로의 레드 라인에 있는 사법 광장역 입구는 광장의 북쪽과 동쪽 끝에 있다. 두 번째 형태는 메트로버스로, 6번가, E가, H가, 펜실베이니아 애비뉴 등 이 지역과 인근에 여러 버스 정류장이 있다. 이 지역의 다른 교통수단으로는 4번가와 D가, 5번가와 F가에 있는 캐피틀 바이크셰어 정거장이 있다. 사법 광장에서 몇 블록 동쪽에는 워싱턴 유니언역이 있으며, MARC 트레인과 암트랙 통근자들이 도착한다.

## 같이 보기
- 워싱턴 D.C.의 지역